# Fall Grün 2

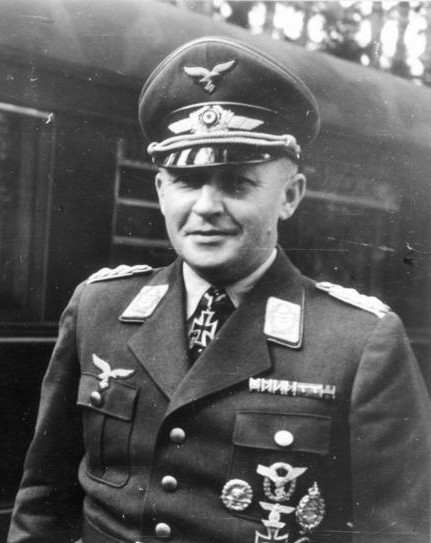
Kurt Student zou het plan uitvoeren.

Fall Grün 2 was een Duits afleidingsplan uit 1940 gericht tegen de Engelsen om hun geplande invasie van Engeland (Operatie Zeeleeuw) te verbergen.
Duitse schepen werden verstuurd naar de Ierse zuidkust om de Engelsen in de waan te laten dat er een grootschalige Duitse invasie van de Britse eilanden op til was. Om de Britse inlichtingendienst te overtuigen werden Duitse commando's onder leiding van Hermann Goertz gedropt boven Ierland om contact te maken met het Iers Republikeins Leger (IRA). De guerrillabeweging IRA zou dan een bommencampagne moeten opstarten tegen Britse eigendommen in Ierland (Britse ambassade in Dublin, politiestations, legerposten, etc.) om zo de regering van Éamon de Valera te destabiliseren. Een deel van de operatie was bekend als plan Kathleen. In de laatste fase van operatie Fall Grün 2, nadat de IRA-bommencampagne werd stopgezet, zou een legertroep van 32.000 Duitse parachutisten onder leiding van generaal Kurt Student worden gedropt boven twee zones in Noord-Ierland. Een groep zou worden gedropt ten zuiden van Lisburn om de spoorwegen en communicatielijnen tussen Belfast en Dublin in handen te krijgen en om de RAF-luchtmachtbasis te Long Kesh te vernietigen. Een tweede groep zou landen ten noorden van Belfast om de vliegvelden bij Nutts Corner, Aldergrove, en Langford Lodge in handen te krijgen. De Duitse luchtmacht (Luftwaffe) zou dan vervolgens in staat zijn om doelen in Schotland en de westkust van Engeland te bereiken.
Duitsland speelde met dit plan op een voordeel dat ze konden bekomen. Doordat de Duitsers Noord-Ierland zouden binnenvallen, kon Ierland makkelijk worden ingenomen. Hierdoor zou Engeland gedwongen zijn om de neutrale Ierse Vrije Staat binnen te vallen en zo een veroordeling van de Verenigde Staten riskeren, die op dat moment nog niet in staat van oorlog waren.
Echter, de Duitse inlichtingendienst rapporteerde aan Duitsland dat het IRA onbetrouwbaar en ongedisciplineerd was, waardoor het maanden zou vergen om hen op te leiden. Nadat Operatie Zeeleeuw werd bevroren en de Duitse spionnen werden gevangen door de Ierse politie werd ook operatie Fall Grün geschrapt. In 1941 zou via een aangepast plan met codenaam Artur een IRA-bommencampagne gelanceerd worden in samenwerking met bombardementen van de Luftwaffe boven Engeland.